# ダッシングディバインターナショナル
ダッシングディバ インターナショナル株式会社は、KMCが運営しているネイルメーカー、KMC/DASHING DIVAグループ（本社ニューヨーク）のブランド「DASHING DIVA NEW YORK」とフランチャイズ契約を結び、日本国内でネイルサロン「DAHING DIVA」の運営やネイル用品の販売を行っている会社。ヒューマンホールディングス株式会社のグループ企業。

## 沿革
- 2006年5月 - 会社設立。
- 2006年6月 - DASHING DIVA Franchise Corp.と日本市場における『DASHING DIVA』ブランドのライセンス契約締結
- 日本第1号店を東京表参道にオープン。

### 出店地域
- 関東地方 24店舗
- 東海地方 1店舗